# Eugénie Fougère (cortesana)
Eugénie Fougère (Chambon-sur-Voueize, 17 de marzo de 1861 - Aix-les-Bains, 20 de septiembre de 1903) fue una demi-monde francesa. Era conocida por sus lujosas joyas y atuendos.
No debe ser confundida con la artista de vodevil también llamada Eugénie Fougère, aunque las dos se conocían, coincidían en los mismos círculos, e incluso vivieron un tiempo en la misma calle de París.

## Vida
Fougère nació en 1861 en Chambon-sur-Voueize, una pequeña ciudad en la región de Limosín en el centro de Francia. En 1880, con 19 años, dejó Chambon-sur-Voueize y fue a Montluçon donde empezó a trabajar como camarera y sirvienta. Rápidamente, su belleza se hizo notar y  recibió algunos apodos, como Miss Chocolate. Pronto siguió a un amante a vivir en París y trabajó como modelo de una casa de modas importante.
Comenzó a frecuentar el demi-monde en París, Mónaco, Biarritz, Niza e incluso Sudamérica. Pasaba sus inviernos en el casino en Montecarlo y sus veranos en el elegante balneario de Aix-les-Bains. Finalmente, empezó a consumir opio y éter.

## Asesinato

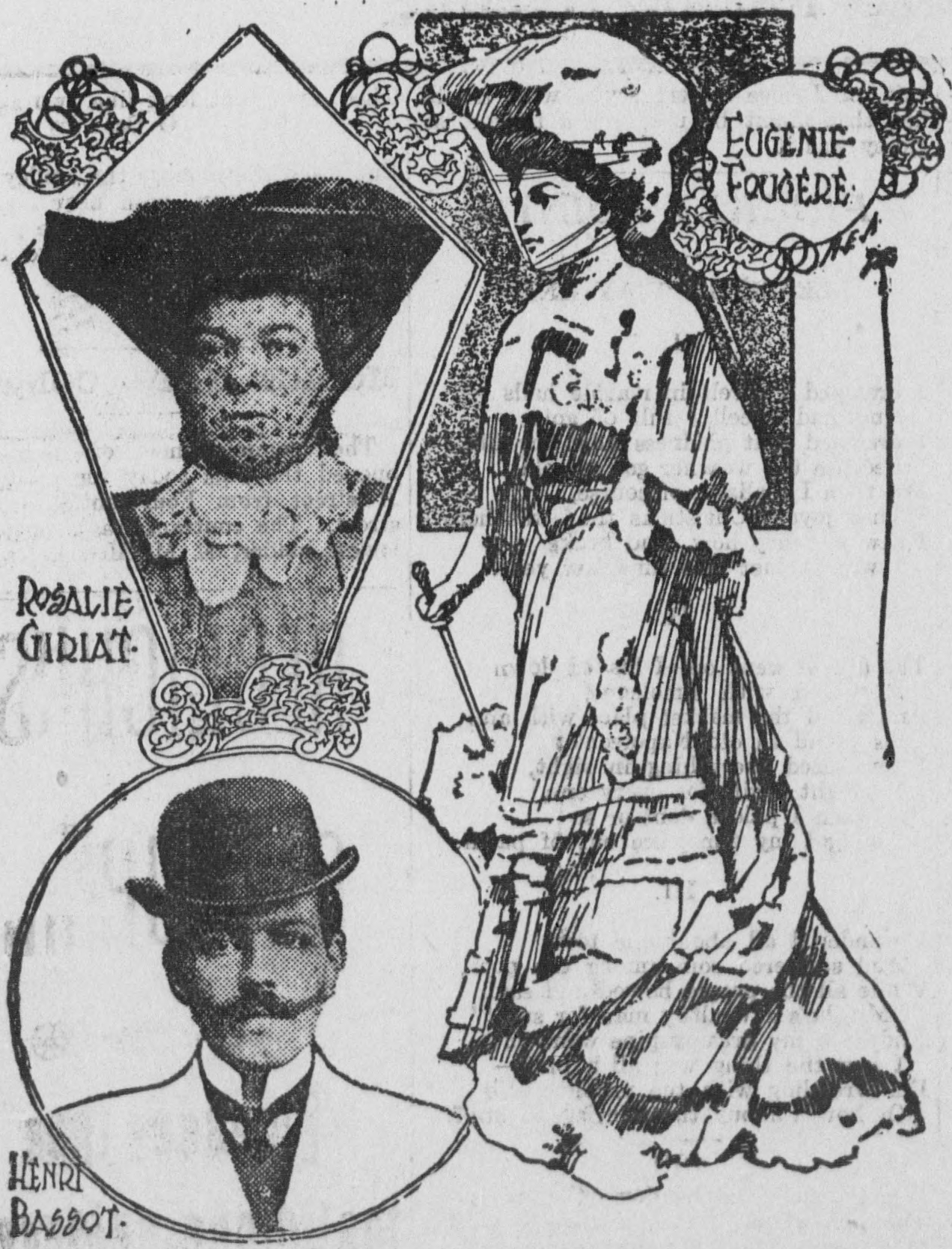
Fougère, Giriat (referida aquí como "Rosalie" en vez de "Victorine"), y Bassot.

En la madrugada del 20 de septiembre de 1903, fue asesinada junto con una de sus sirvientas en la lujosa casa de huéspedes Villa Solms en Aix-les-Bains, un balneario de moda con un casino en ese momento. El crimen fue presuntamente cometido por ladrones que querían obtener sus joyas. Una doncella fue también asesinada, y la otra "tan maltratada que había perdido la razón".
Las investigaciones policiales revelaron sin embargo que la supuestamente sufrida sirvienta, Victorine Giriat, en realidad había organizado el asesinato y robo con un tal Henri Bassot, que actuó como el autor intelectual.